# Hugo Meiser

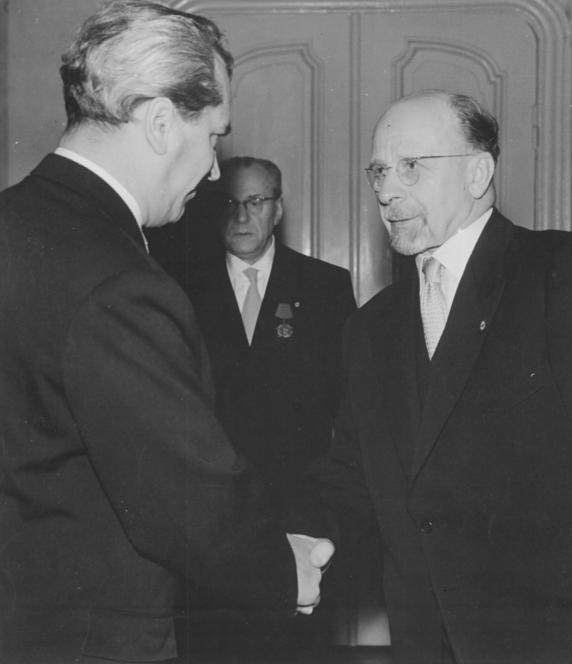
Hugo Meiser (links) 1960 bei seiner Vereidigung als Minister durch den Staatsratsvorsitzenden Walter Ulbricht.

Hugo Meiser (* 25. Juli 1921; † 1993) war ein deutscher Politiker (SED). Er war Erster Stellvertreter des Vorsitzenden der Staatlichen Plankommission und stellvertretender Minister für Erzbergbau, Metallurgie und Kali der DDR.

## Leben
Nach dem Kriegsdienst in der Luftwaffe von 1941 bis 1945 arbeitete Meiser ab 1946 als Referent in der Industrie- und Handelskammer Mecklenburg. Meiser trat 1947 in die Sozialistische Einheitspartei Deutschlands (SED) ein und wurde als Abteilungsleiter im Amt für Wirtschaftsplanung der mecklenburgischen Landesregierung tätig. 1949/1950 leitete er die Hauptabteilung „Materialversorgung“ der Landesregierung von Mecklenburg, ab 1950 die Hauptabteilung „Innerdeutscher Handel, Außenhandel und Materialbeschaffung“.
Von 1951 bis 1956 war er stellvertretender Staatssekretär für Materialversorgung, von 1956 bis 1958 stellvertretender Vorsitzender der Staatlichen Plankommission (SPK) der DDR. Von 1958 bis 1959 wirkte er in der SPK als Sekretär. Von 1960 bis 1971 war er Erster Stellvertreter bzw. Stellvertreter des Vorsitzenden der Staatlichen Plankommission und dort unter anderem für die Koordinierung der Perspektivpläne und Jahresvolkswirtschaftspläne und zuletzt für internationale ökonomische Zusammenarbeit und Außenwirtschaft zuständig. Außerdem war er Vertreter der SPK im Rat für gegenseitige Wirtschaftshilfe (RGW) in Moskau. Von 1971 bis 1987 fungierte er als stellvertretender Minister für Erzbergbau, Metallurgie und Kali der DDR.

## Schriften
- Zu einigen Fragen der Durchfuhrung des Volkswirtschaftsplans 1960. In: Sozialistische Planwirtschaft (1960), Heft 1, S. 4–6.
- Neue Aufgaben in der ökonomischen Zusammenarbeit mit der UdSSR. In: Einheit (1967), Heft 6, S. 729–733.
- Zur Entwicklung der sozialistischen ökonomischen Integration. In: Wirtschaft/A (1971), Heft 18, S. 7–9.

## Auszeichnungen
- Orden Banner der Arbeit (1969)
- Vaterländischer Verdienstorden in Gold (1981)
- Ehrenspange zum Vaterländischen Verdienstorden in Gold (1986)